# Joan (album)
Albums de Joan Baez
Noël
(1966) Baptism: A Journey Through Our Time
(1968)
Joan est le sixième album studio (huitième en tout) de Joan Baez, sorti en 1967.

## Titres
| 1. | Be Not Too Hard              | Christopher Logue, Donovan  | 2:49 |
| 2. | Eleanor Rigby                | John Lennon, Paul McCartney | 2:18 |
| 3. | Turquoise                    | Donovan                     | 3:14 |
| 4. | La Colombe (The Dove)        | Jacques Brel                | 5:16 |
| 5. | The Dangling Conversation    | Paul Simon                  | 2:43 |
| 6. | The Lady Came from Baltimore | Tim Hardin                  | 2:30 |

| 7.  | North                   | Joan Baez, Nina Dusheck       | 2:47 |
| 8.  | Children of Darkness    | Richard Fariña                | 3:52 |
| 9.  | The Greenwood Side (en) | traditionnel                  | 7:40 |
| 10. | If You Were a Carpenter | Tim Hardin                    | 2:10 |
| 11. | Annabel Lee             | Edgar Allan Poe, Don Dilworth | 4:48 |
| 12. | Saigon Bridge           | Joan Baez, Nina Dusheck       | 3:12 |